# جيمس روبرتس (لاعب كرة طائرة)
جيمس روبرتس (11 مايو 1986 في بلجيكا - ) (بالإنجليزية: James Roberts) هو مجدف ولاعب كرة سلة ولاعب كرة طائرة المملكة المتحدة.

## وصلات خارجية
- جيمس روبرتس على موقع الاتحاد الدولي للتجديف (الإنجليزية)